# Craig Ng
Craig Ryan Ng (* 10. Juli 1962 in San Mateo, Kalifornien) ist ein US-amerikanischer Schauspieler, Stuntman und Synchronsprecher.

## Leben
Ng wurde in San Mateo geboren. 1986 gab er sein Filmschauspieldebüt in einer Nebenrolle als „One Ear“ im Film Big Trouble in Little China. Es folgten Episodenrollen in den Fernsehserien Die Schöne und das Biest und NAM – Dienst in Vietnam. 1991 stellte er in vier Episoden der Fernsehserie California Clan einen Gefangenen dar. 1993 war er im Musikvideo zum Lied Black Lodge der Band Anthrax zu sehen. 1999 spielte er in zwei Episoden der Fernsehserie Pretender eine wiederkehrende Rolle.
Von 2000 bis 2004 gehörte er zum Ensemble des Trip Dance Theatre. 2018 mimte er in mehreren Episoden der Fernsehserie Here and Now einen Fischer. Im Frühjahr 2024 wurde bekannt, dass er eine größere Rolle im Film The Weeping verkörpern wird. 2024 erhielt er Rollen in den Filmproduktionen Prepare to Die und Road House.

## Filmografie (Auswahl)

### Schauspiel
- 1986: Big Trouble in Little China
- 1987: Zeus – The Crime Killer (Crime Killer)
- 1988: Die Schöne und das Biest (Beauty and the Beast, Fernsehserie, Episode 1x13)
- 1989: NAM – Dienst in Vietnam (Tour of Duty, Fernsehserie, Episode 3x02)
- 1989: Time Burst: The Final Alliance
- 1989: Mancuso, FBI (Fernsehserie, Episode 1x02)
- 1990: Du sollst nicht töten (Vietnam, Texas)
- 1990: Die Ninja Cops (Nasty Boys, Fernsehserie, Episode 3x02)
- 1990: Martial Law
- 1991: Eine perfekte Waffe (The Perfect Weapon)
- 1991: Bigfoot und die Hendersons  (Harry and the Hendersons, Fernsehserie, Episode 1x10)
- 1991: California Clan (Fernsehserie, 4 Episoden)
- 1991: Lederjacken – Sie kennen kein Gesetz (Leather Jackets)
- 1991: Ted & Venus
- 1992: MacGyver (Fernsehserie, Episode 7x13)
- 1993: Head Hunter (Bounty Tracker)
- 1993: Fit to Kill – Kurven, Krallen und Kanonen (Fit to Kill)
- 1994: Auf brennendem Eis (On Deadly Ground)
- 1994: Die Abenteuer des Brisco County jr. (The Adventures of Brisco County, Jr., Fernsehserie, Episode 1x24)
- 1994: Full Circle (Kurzfilm)
- 1994: Mister Cool (A Low Down Dirty Shame)
- 1994: Cage II
- 1999: Pretender (The Pretender, Fernsehserie, 2 Episoden)
- 2003: Date or Disaster (Kurzfilm)
- 2003: Polizeibericht Los Angeles (L.A. Dragnet, Fernsehserie, Episode 2x04)
- 2008: Man of a Thousand Faces (Dokumentation)
- 2015: Real Rob (Fernsehserie, Episode 1x08)
- 2016: Love, Work & Other Demons (Fernsehfilm)
- 2016: Mr Chu’s Evaluations (Kurzfilm)
- 2016: Biker (Kurzfilm)
- 2017: Jane the Virgin (Fernsehserie, Episode 3x07)
- 2017: Hawaii Five-0 (Fernsehserie, Episode 7x21)
- 2017: Dr. Brinks & Dr. Brinks
- 2017: Unfortunate Cookies (Kurzfilm)
- 2018: The Martial Artist (Kurzfilm)
- 2018: Bachelor Lions
- 2018: Rainmaker (Kurzfilm)
- 2018: Here and Now (Fernsehserie, 3 Episoden)
- 2018: Midnight Queen (Kurzfilm)
- 2018: Saurian Shudder (Kurzfilm)
- 2019: Adam Ruins Everything (Fernsehserie, Episode 3x04)
- 2019: Implant (Kurzfilm)
- 2019: Exorcism at 60,000 Feet
- 2019: Inferno (Kurzfilm)
- 2019: Ultramechatron Team Go! (Fernsehserie, Episode 1x07)
- 2020: Aubergine (Kurzfilm)
- 2020: A Shot in the Dark (Kurzfilm)
- 2021: Journey to the East (Kurzfilm)
- 2021: On Your Knees (Fernsehfilm)
- 2022: Everything Everywhere All at Once
- 2022: Somniphobia
- 2022: The Devil’s Fortune
- 2022: Shadow Master
- 2023: All Souls
- 2024: Prepare to Die
- 2024: The Keepers of the 5 Kingdoms
- 2024: Road House
- 2024: Unspeakable – Beyond the Wall of Sleep
- 2024: Grotesquerie (Fernsehserie, Episode 1x07)
- 2025: Bosch: Legacy (Fernsehserie, Episode 3x06)

### Stunts
- 1991: Eine perfekte Waffe (The Perfect Weapon)
- 1994: Full Circle (Kurzfilm)
- 1997: Beverly Hills Ninja – Die Kampfwurst (Beverly Hills Ninja)
- 2018: The Martial Artist (Kurzfilm)
- 2018: Midnight Queen (Kurzfilm)
- 2019: Adam Ruins Everything (Fernsehserie, Episode 3x04)
- 2023: Dante’s Hotel

## Theater (Auswahl)
- Tohubohu!, Regie: Rachel Rosenthal
- Moving Theater of the Soul, Continuum Studios
- Everything about Aian Men, East West Players
- Webster Street Blues, East West Players
- Doughball, East West Players
- Out of the Box, Yes And
- Master Chi and the Seven Serpents of Death, Highways
- Amadi Amor, Padua Hills

## Synchronisationen (Auswahl)
- 1994: Loadstar: The Legend of Tully Bodine (Computerspiel)